# Сенке над Балканом (1. сезона)
Прва сезона криминалистичко-драмске телевизијске серије Сенке над Балканом емитовала се од 22. октобра до 24. децембра 2017. године на каналу РТС 1. Прва сезона се састоји од десет епизода.

## Радња
Прва сезона покрива период непосредно пред убиство хрватског народног посланика Стјепана Радића у Народној Скупштини СХС и увођење диктатуре.
Као основни амбијент за одигравање окоснице радње овог серијала изабран је Београд између два светска рата. У средишту догађања су и њени главни ликови — педесетогодишњи инспектор криминалне полиције Андра Танасијевић Тане и његов нови сарадник, млади форензичар Станко Плетикосић. Београд је представљен као место у коме се криминал своди на класичне пљачке и убиства, али у коме највеће проблеме ипак праве ратови опијумских картела, којима је он само траса за даљи шверц скупе и цењене дроге ка Европи и Америци.
У првој сезони заплет започиње на једном маскенбалу, на коме је окупљен сав „крем“ Београда, и на коме се догађа свирепо и веома необично убиство. Инспектор Танасијевић убрзо постаје свестан да је узрок учесталих језивих догађаја, који почињу да се гомилају по граду, древна реликвија – Лонгиново копље (копље којим је Исус прободен на крсту) – којој се приписују мистичне моћи. Он схвата да постоје људи који су спремни на све да би га се докопали и упада у ковитлац злочина у које су умешане све опскурне интересне групе Балкана тог времена: руска белогардејска козачка војска генерала Врангела, совјетска тајна полиција НКВД, Црна рука, ВМРО, комунисти, масони, београдско подземље, тајна секта Друштво Туле. Пратећи трагове почињених злочина, инспектор се укључује у општу потеру за реликвијом са једним јединим циљем – да је уклони из Београда и спречи даља страдања невиних људи.

## Улоге
| Драган Бјелогрлић | Андра Танасијевић Тане         |
| Андрија Кузмановић | Станко Плетикосић              |
| Марија Бергам | Маја Давидовић                 |
| Гордан Кичић | Алимпије Мирић / Калуђер       |
| Горан Богдан | Мустафа Голубић                |
| Небојша Дугалић | генерал Петар Живковић         |
| Споредне: |                                |
| Ненад Јездић | Милан / Кројач                 |
| Александар Галибин | генерал Петар Врангел          |
| Милош Тимотијевић | државни тужилац Војин Ђукић    |
| Драган Петровић | др Константин Авакумовић       |
| Себастијан Каваца | Габријел Махт                  |
| Ђорђе Кукуљица | гроф Рајачки                   |
| Жарко Лаушевић | принц Ђорђе П. Карађорђевић    |
| Тони Михајловски | Хаџи Дамјан Арсов              |
| Бојан Навојец | Анте Павелић                   |
| Алексеј Солончев | капетан Фјодор Шербацки        |
| Николај Шестак | Аљоша Грушницки                |
| Срђан Тодоровић | патолог др Бабић               |
| Јована Стојиљковић | Бојана Антић                   |
| Бранимир Брстина | начелник Димитријевић          |
| Слободан Бода Нинковић | жандар Живојин                 |
| Никола Ђуричко | пуковник Ђоловић               |
| Воја Брајовић | Таки Папахаги                  |
| Милош Самолов | Антоније Милошевић Нишки       |
| Марко Николић | Лука Плетикосић                |
| Милица Гојковић | Мара                           |
| Марко Живић | Василије Трнавац               |
| Николина Јелисавац | Соња                           |
| Александар Стојковић | Пршо                           |
| Ива Кевра | Криста Авакумовић              |
| Срђа Бјелогрлић | Манојло                        |
| Иван Зекић | Аврам Несторовић               |
| Срђан Тимаров | Видоје                         |
| Милош Петровић | Ставра                         |
| Никола Ристановски | др Арчибалд Рајс               |
| Петре Арсовски | Газда Киро                     |
| Јана Стојановска | Јована                         |
| Георгиј Жуков | Саша Сорокин                   |
| Ненад Хераковић | жандар Милисав                 |
| \| Епизодне улоге: \| Епизодне улоге: \| \| ------------------------- \| ------------------------------ \| \| Тамара Крцуновић \| Виолета Ђукић \| \| Марко Гверо \| Гезим \| \| Аксел Мехмет \| Ангелче \| \| Петар Мирчевски \| Круме \| \| Јуриј Назаров \| руски патријарх \| \| Лада Имамовић \| Нина Сорокин \| \| Андреј Зибров \| пуковник Сорокин \| \| Данијел Ковачевић \| Серјожа \| \| Јован Јовановић \| Завиша \| \| Виктор Савић \| Невен Сарић \| \| Љубомир Николић \| Сима \| \| Растко Јанковић \| инспектор Томић \| \| Дениз Абдула \| Шевхет \| \| Јадранка Селец \| Вукица \| \| Сандра Бугарски \| Бранка \| \| Марина Ћосић \| Коса \| \| Саша Вучковић \| архитекта Николај Краснов \| \| Милан Никитовић \| лаборант \| \| Александар Глигорић \| Јордан \| \| Бојан Кривокапић \| комуниста 1 \| \| Данило Лончаревић \| комуниста 2 \| \| Саша Јоксимовић \| затворски лекар \| \| Марко Гиздовић \| Добривоје \| \| Адмир Шеховић \| војник / просјак \| \| Марина Воденичар \| Смиља \| \| Мартин Кнап \| Клаус \| \| Жарко Степанов \| ађутант ген. Живковића \| \| Миливоје Станимировић \| Пекмез \| \| Урош Јаковљевић \| берберин \| \| Слађана Зрнић \| сељанка Маца \| \| Томаш Шарић \| Васко \| \| Сергеј Свешников \| војник ОГПУ \| \| Горица Поповић \| Цвета \| \| Бранка Шелић \| Ружа \| \| Ања Мит \| Ранка \| \| Горан Бјелогрлић \| министар у влади краљевине СХС \| \| Мирољуб Лешо \| руски свештеник \| \| Николај Шевченко \| Фјодоров човек 1 \| \| Игор Товстоног \| Фјодоров човек 2 \| \| Петар Узун Мирковић \| Фјодоров човек 3 \| \| Дејан Војиновић \| Фјодоров човек 4 \| \| Евгенија Ешкина Ковачевић \| Врангелова супруга \| \| Миодраг Фишековић \| жандар Света \| \| Енвер Петровци \| жандар Радивоје \| \| Божо Зубер \| жандар Мита \| \| Сенад Милановић \| жандар Лале \| \| Анастасија Мандић \| службеница у пошти \| \| Марина Галогажа \| костимограф \| \| Александр Аинетдинов \| Ракитин \| \| Константин Костјуков \| кнез Николај Николајевич \| \| Раде Лочки \| Киров човек 1 \| \| Јова Осмајлић \| Киров човек 2 \| \| Рас Растодер \| Киров човек 3 \| \| Ненад Симић \| Киров човек 4 \| \| Муса Халиловић \| безбедњак Милентије \| \| Љубиша Милишић \| затвореник 1 \| \| Миљан Вуковић \| затвореник 2 \| \| Владимир Вулетић \| црнокошуљаш \| \| Даница Пајовић \| шалтеруша \| \| Владимир Кецмановић \| Председник суда \| \| Драган Марјановић \| Менжински \| \| Огњен Мићовић \| колпортер \| \| Кирил Бојко \| Врангелов посилни \| \| Чарни Ђерић \| господин 1 \| \| Живан Пујић \| господин 2 \| \| Виталиј Бородин \| Михаил \| \| Петер Ференц \| Калеф \| \| Ђорђе Марковић \| Александар \| \| Мирјана Штетић \| собарица \| \| Николаус Паноутсопоулос \| Марино дете \| \| Владан Милић \| корумпирани жандар \| \| Јевгениј Бовдух \| Козак у Самарканду \| \| Лука Табашевић \| члан Бизанта 1 \| \| Јелена Граовац \| члан Бизанта 2 \| \| Тамара Томановић \| члан Бизанта 3 \| \| Мина Обрадовић \| Папахагијева секретарица \| \| Хелена Петровић \| секретарица Војина Ђукића \| \| Михаило Перишић \| приправник Војина Ђукића \| \| Стефана Бјелогрлић \| секретарица грофа Рајачког \| \| Јована Стевић \| анимир дама у Самарканду \| \| Наталија Кецмановић \| мала Маја Давидовић \| \| Васко Мавровски \| жандар \| \| Богдан Богдановић \| Михаило, слуга Ђ.Карађорђевића \| \| Маја Шиповац \| Јелисавета, болничарка \| \| Ђорђе Војводић \| болничар Ђ. Карађорђевића \| \| Маја Стојановић \| Ката \| \| Тома Курузовић \| чика Лаза \| |                                |
| Епизодне улоге: |                                |
| Тамара Крцуновић | Виолета Ђукић                  |
| Марко Гверо | Гезим                          |
| Аксел Мехмет | Ангелче                        |
| Петар Мирчевски | Круме                          |
| Јуриј Назаров | руски патријарх                |
| Лада Имамовић | Нина Сорокин                   |
| Андреј Зибров | пуковник Сорокин               |
| Данијел Ковачевић | Серјожа                        |
| Јован Јовановић | Завиша                         |
| Виктор Савић | Невен Сарић                    |
| Љубомир Николић | Сима                           |
| Растко Јанковић | инспектор Томић                |
| Дениз Абдула | Шевхет                         |
| Јадранка Селец | Вукица                         |
| Сандра Бугарски | Бранка                         |
| Марина Ћосић | Коса                           |
| Саша Вучковић | архитекта Николај Краснов      |
| Милан Никитовић | лаборант                       |
| Александар Глигорић | Јордан                         |
| Бојан Кривокапић | комуниста 1                    |
| Данило Лончаревић | комуниста 2                    |
| Саша Јоксимовић | затворски лекар                |
| Марко Гиздовић | Добривоје                      |
| Адмир Шеховић | војник / просјак               |
| Марина Воденичар | Смиља                          |
| Мартин Кнап | Клаус                          |
| Жарко Степанов | ађутант ген. Живковића         |
| Миливоје Станимировић | Пекмез                         |
| Урош Јаковљевић | берберин                       |
| Слађана Зрнић | сељанка Маца                   |
| Томаш Шарић | Васко                          |
| Сергеј Свешников | војник ОГПУ                    |
| Горица Поповић | Цвета                          |
| Бранка Шелић | Ружа                           |
| Ања Мит | Ранка                          |
| Горан Бјелогрлић | министар у влади краљевине СХС |
| Мирољуб Лешо | руски свештеник                |
| Николај Шевченко | Фјодоров човек 1               |
| Игор Товстоног | Фјодоров човек 2               |
| Петар Узун Мирковић | Фјодоров човек 3               |
| Дејан Војиновић | Фјодоров човек 4               |
| Евгенија Ешкина Ковачевић | Врангелова супруга             |
| Миодраг Фишековић | жандар Света                   |
| Енвер Петровци | жандар Радивоје                |
| Божо Зубер | жандар Мита                    |
| Сенад Милановић | жандар Лале                    |
| Анастасија Мандић | службеница у пошти             |
| Марина Галогажа | костимограф                    |
| Александр Аинетдинов | Ракитин                        |
| Константин Костјуков | кнез Николај Николајевич       |
| Раде Лочки | Киров човек 1                  |
| Јова Осмајлић | Киров човек 2                  |
| Рас Растодер | Киров човек 3                  |
| Ненад Симић | Киров човек 4                  |
| Муса Халиловић | безбедњак Милентије            |
| Љубиша Милишић | затвореник 1                   |
| Миљан Вуковић | затвореник 2                   |
| Владимир Вулетић | црнокошуљаш                    |
| Даница Пајовић | шалтеруша                      |
| Владимир Кецмановић | Председник суда                |
| Драган Марјановић | Менжински                      |
| Огњен Мићовић | колпортер                      |
| Кирил Бојко | Врангелов посилни              |
| Чарни Ђерић | господин 1                     |
| Живан Пујић | господин 2                     |
| Виталиј Бородин | Михаил                         |
| Петер Ференц | Калеф                          |
| Ђорђе Марковић | Александар                     |
| Мирјана Штетић | собарица                       |
| Николаус Паноутсопоулос | Марино дете                    |
| Владан Милић | корумпирани жандар             |
| Јевгениј Бовдух | Козак у Самарканду             |
| Лука Табашевић | члан Бизанта 1                 |
| Јелена Граовац | члан Бизанта 2                 |
| Тамара Томановић | члан Бизанта 3                 |
| Мина Обрадовић | Папахагијева секретарица       |
| Хелена Петровић | секретарица Војина Ђукића      |
| Михаило Перишић | приправник Војина Ђукића       |
| Стефана Бјелогрлић | секретарица грофа Рајачког     |
| Јована Стевић | анимир дама у Самарканду       |
| Наталија Кецмановић | мала Маја Давидовић            |
| Васко Мавровски | жандар                         |
| Богдан Богдановић | Михаило, слуга Ђ.Карађорђевића |
| Маја Шиповац | Јелисавета, болничарка         |
| Ђорђе Војводић | болничар Ђ. Карађорђевића      |
| Маја Стојановић | Ката                           |
| Тома Курузовић | чика Лаза                      |

## Епизоде
| Бр. еп. (укупно) | Бр. еп. (у сезони) | Наслов         | Редитељ                       | Сценариста                                                                | Премијера          |
| --- | ------------------ | -------------- | ----------------------------- | ------------------------------------------------------------------------- | ------------------ |
| 1 | 1                  | „Епизода 1.1”  | Драган Бјелогрлић             | Даница Пајовић, Дејан Стојиљковић, Владимир Кецмановић и Стеван Копривица | 22. октобар 2017.  |
| Убиство свештеника руске православне цркве у Београду покреће низ догађаја који воде до проливања крви. Такође, на маскенбалу у Официрском дому бива пронађена глава супруге тужиоца Ђукића док тело бива пронађено ван зграде. Инспектор Танасијевић звани „Тане” добија новог колегу, младог инспектора Станка Плетикосића. |                    |                |                               |                                                                           |                    |
| 2 | 2                  | „Епизода 1.2”  | Драган Бјелогрлић             | Даница Пајовић, Дејан Стојиљковић, Владимир Кецмановић и Стеван Копривица | 29. октобар 2017.  |
| У глуво доба ноћи, Тане и Станко се ипак поново састају на увиђају - на маскенбалу у Официрском дому. Супрузи јавног тужиоца Војина Ђукића, Виолети, неко је одсекао главу. Тане примећује да жртва и Маја Давидовић имају исте костиме. Он испитује Мају и Војине и убрзо закључује да је Маја Војинова љубавница. Али, начелник Димитријевић се појављује на увиђају и забрањује Танету да даље испитује Војина и Мају. Маја долази кући преплашена, убеђена да је Виолета због истог костима страдала грешком због ње и њене невоље са фотографом Невеном. Војин се избезумљен враћа кући и затиче је обијену и испретурану. |                    |                |                               |                                                                           |                    |
| 3 | 3                  | „Епизода 1.3”  | Срђан Спасић                  | Даница Пајовић, Дејан Стојиљковић, Владимир Кецмановић и Стеван Копривица | 5. новембар 2017.  |
| Тане и Станко на увиђају у фотографској радњи утврђују једино да је главосеча убио Невена како би му отео слике са маскенбала. Танета ипак више брине што је Маја опет била на лицу места. Сумњива му је, па је води у Главњачу где је испитује, а потом јој претреса торбицу. Маја се плаши да је Тане нашао негативе у торбици, али одахне кад је пусти и кад види да су негативи и даље ту. Међутим, Тане је негативе заменио некаквим полицијским, а Мајине је дао да се развије. Маја се утучена враћа кући, али долази јој Војин бесан због сазнања да га је покојна супруга варала са Аљошом. Војин показује Маји писма и огрлицу. Врангел на сахрани теши Сорокинову децу. Он сазнаје да је Фјодоров човек Аљоша ухапшен због крађе у кући јавног тужиоца. Врангел тражи од Фјодора да му га доведу. Тајанствени Габријел седи на вечери са богатим војвођанским грофом Рајачким који га упознаје са Алимпијем Мирићем и препоручује му Габријелову стручност око увоза и извоза у Аустрију. Затворски лекар прегледа Аљошу који је рањен при хапшењу и изјављује да Аљошу треба пребацити у болницу. |                    |                |                               |                                                                           |                    |
| 4 | 4                  | „Епизода 1.4”  | Коста Ђорђевић                | Даница Пајовић, Дејан Стојиљковић, Владимир Кецмановић и Стеван Копривица | 12. новембар 2017. |
| Живковић се извињава Врангелову што Краљевина СХС нема више новца да издржава његову војску. Врангел тражи од генерала Живковића да му обезбеди састанак са Војином Ђукићем. Тане бесни пред начелником Димитријевићем што је Аљоша отет и убијен и сумњичи затворског лекара да је потплаћен да га изведе из затвора. Лекар тврди да се Аљоши упалила рана и одлази без последица. Бабић је угруван, али добро. У пословници, Станко показује Танету слике из „Бизантовог” каталога - на Аврамовој слици је обележје ихтиоса, хришћанске рибе - исто обележје које је на привеску огрлице коју су одузели од Аљоше. Иживцирани Тане тврди да то није траг него глупост и одлази са Бабићем код Прша у „Чубурче” да се напије од муке. Кројач са својим људима упада у Мајин атеље „Бизант” где је затиче са Аврамом јер је схватио да му је дала погрешне негативе. Кројачеви људи покушавају да савладају Аврама, али он им се одупире. Маја моли да оставе њеног пријатеља на миру, брани се да је мислила да су негативи прави и схвата да је једино Тане могао да их узме. Кројач јој да је рок да му донесе негативе у Јатаган малу у кафану „Код Нишког”. |                    |                |                               |                                                                           |                    |
| 5 | 5                  | „Епизода 1.5”  | Мирослав Лекић                | Даница Пајовић, Дејан Стојиљковић, Владимир Кецмановић и Стеван Копривица | 19. новембар 2017. |
| Танета, једва живог, проналази Нишки са својим људима и води га код Прша. Тане сазнаје од Нишког да је Кројач бивши ратник и да је у прошлости четовао са чувеним Танкосићем и његовим „црнорукашима”. Кројач даје Алимпију, чије је конспиративно име „Калуђер”, негативе и говори му да је убио полицајца који их је донео. Калуђер му саветује да се склони из Јатаган мале на неко време. Газда Киро наставља преговоре са Калуђером и тражи да му помогне да ослободи Дамјана из затвора. Калуђер пристаје, али уз услов да му се то богато плати товарима Киривог најквалитетнијег опијума. Станко испитује Аврама који делује као умно поремећен. Станко је против тога да се према Авраму опходе као према здравом злочинцу и моли начелника за психијатријско вештачење. У међувремену, Ђоловић упада бесан у Главњачу и тражи Танета који се није појавио на заказаном састанку. Станко сазнаје да је Тане још дан раније отишао у Јатаган малу. |                    |                |                               |                                                                           |                    |
| 6 | 6                  | „Епизода 1.6”  | Мирослав Лекић                | Даница Пајовић, Дејан Стојиљковић, Владимир Кецмановић и Стеван Копривица | 26. новембар 2017. |
| Тане и Маја су и даље код Прша и Миље. Танету је боље. Доктор Бабић их посећује да би превио Танета и доноси им вести о Аврамовом хапшењу и Станковој новостеченој инспекторској слави. Маја је потресена што је Аврам главосеча, али кад се присетила неких појединости, све почиње да добија нов смисао. Ипак, кад чује од Танета да је Аврам тражио Виолетину огрлицу, њој није свеједно јер је Војин ту огрлицу оставио у њеном стану. Ипак, Маја ништа не говори Танету. Доктор Авакумовић долази у Главњачу и са Димитријевићем испитује Аврама. Он закључује да је Аврам душевни болесник и задужује жандаре да га лече да не учини себи нешто до суђења на којем ће се, на Димитријевићево наваљивање, према њему опходити као да је здрав. Војин тражи Мају, али га дочекује Мајина служавка Коса. Војин свеједно улази у кућу и узима огрлицу коју је тамо у налету беса оставио. Криста се секира за Мају и не јавља јој се данима, а зна да је имала невоље око негатива. Криста решава да тражи помоћ од Мустафе и прича му за негативе које је Маја имала и говори му да би могли да буду занимљиви, а заузврат тражи да он заштити Мају. Мустафа обећава Кристи да ће наћи Мају и типове који јој прете. Бојана долази у Главњачу да посети Станка јер је занима што јој се не јавља. Станко је уздржан и говори јој да тражи дете које је отето Мари. |                    |                |                               |                                                                           |                    |
| 7 | 7                  | „Епизода 1.7”  | Данило Бећковић               | Даница Пајовић, Дејан Стојиљковић, Владимир Кецмановић и Стеван Копривица | 3. децембар 2017.  |
| Тане и Станко на увиђају Аврамовог самоубиства испитују жандара Живојина ко је могао да Авраму дотури жилет. Живојин добија наређење да скупи жандаре. Генерал Врангел се спрема јер је схватио да је копље заувек изгубљено. Он оставља Фјодору у аманет да копље и даље тражи, али и да води рачуна о свом народу у Београду и спрема се да у тишини оде у Брисел и води са собом Сашу Сорокина. Тане и Станко седе у „Чубурчету” код Прша и доручкују. Тане теши Станка што му се осумњичени Аврам убио. У кафани их проналази љутити начелник Димитријевић. Он подсећа Танета да га је пуковник Ђоловић лично тражио у Главњачи и забрањује Станку да испитује жандаре око Аврамовог самоубиства. Јована и Трнавац стижу у Јатаган малу и код Нишког проналазе газда Кира. Јована се сукобљава са Киром и оптужује га да ништа не ради на Дамјановом ослобађању. Киро је уверава да је ослобађање већ почело. |                    |                |                               |                                                                           |                    |
| 8 | 8                  | „Епизода 1.8”  | Игор Иванов Драган Бјелогрлић | Даница Пајовић, Дејан Стојиљковић, Владимир Кецмановић и Стеван Копривица | 10. децембар 2017. |
| Рација у Македонији је уследила као одмазда за Дамјанову отмицу из Главњаче. Газда Кирови људи су се притајили. Ђоловићеви жандари, међу којима је и Видоје, Соњин муж, нису ништа пронашли. Станко признаје Танету да је убио Ставру и доводи га до његовог леша у Јатаган мали. Станко жели да се пријави, али Тане му то не дозвољава и говори му да ће он да реши ту ствар. Дамјан, Јована и Киро су се склонили на салаш који чувају Калуђерови људи. Калуђер долази да их обиђе а они од њега траже помоћ око још једног убиства. Овога пута, у питању је веома важна личност. Станко за вечером свом деда Луки признаје да је убио човека, али Лука га изненађује реаговањем и теши га својом безусловном љубављу. Ујутру, Станко долази у просектуру да узме извештај са Милисављеве обдукције. Бојана му показује леш непознате жене која је нађена на неком пољу и говори му да та жена има исте повреде као Аврам. |                    |                |                               |                                                                           |                    |
| 9 | 9                  | „Епизода 1.9”  | Иван Живковић                 | Даница Пајовић, Дејан Стојиљковић, Владимир Кецмановић и Стеван Копривица | 17. децембар 2017. |
| Маја се након проведене ноћи са Танетом буди у његовом кревету након узнемирујућег сна. Тане у јутарњим часовима затиче Станка у кафани. Станко је целу ноћ провео тамо утапајући тугу за Маром у алкохолу. Тане му говори да оде до Топонице и поразговара са краљевићем Ђорђем, сликарем слике „Црно сунце” која виси на зиду у Авакумовићевој кући. Криста испитује Авакумовића о томе како је провео претходну ноћ и саопштава му да га је синоћ тражио инспектор Станко Плетикосић. Њихов разговор прераста у свађу и Криста демонстративно одлази. Тане долази у посету Алимпију Мирићу. Из почетка га пропитује око података о нестанку Војина Ђукића, али њихов разговор лагано креће у сасвим другом правцу. |                    |                |                               |                                                                           |                    |
| 10 | 10                 | „Епизода 1.10” | Драган Бјелогрлић             | Даница Пајовић, Дејан Стојиљковић, Владимир Кецмановић и Стеван Копривица | 24. децембар 2017. |
| Јована долази на унапред договорени састанак са Алимпијем Мирићем у његовој вили у Београду. Тане и Станко траже од Димитријевића да им јамчи да ће Калуђера извести на суд ако му га доведу ухапшеног у Главњачу. Авакумовић, Габријел и Рајачић се договарају око приступања Маје Давидовић ред Туле, а Тане још једном одлази до „Самраканда” да од Руса тражи помоћ око хватања Калуђера па се нешто касније састаје и са Мустафом Голубићем у берберници. Тане и Станко су са Русима, а Кројач и његови људи се наоружавају. Спрема се коначни обрачун. |                    |                |                               |                                                                           |                    |

## Екипа
- Креатор серије: Драган Бјелогрлић по причи Стевана Копривице
- Сценарио: Владимир Кецмановић, Дејан Стојиљковић, Даница Пајовић и Драган Бјелогрлић
- Маска: Душица Вуксановић
- Монтажа: Лазар Предојев, Милена Предић
- Сценографија:Горан Јоксимовић
- Костим: Борис Чакширан
- Музика: Магнифико
- Директор фотографије: Иван Костић
- Директор серије: Милош Аврамовић
- Извршни продуцент: Горан Бјелогрлић
- Копродуценти: Драшко Милиновић, Сталбек Мишаков
- Продуцент: Драган Бјелогрлић
- Режија: Драган Бјелогрлић, Срђан Спасић, Коста Ђорђевић, Мирослав Лекић, Данило Бећковић, Игор Иванов и Иван Живковић
- Продукција: Кобра филм, РТС, РТРС, Скопље филм студио, Искра